# Reiner Zsigmond (jogász)
Reiner Zsigmond (Gyulafehérvár, 1862. június 21. – Budapest, 1907. június 29.) magyar jogász, újságíró, író és történész. Testvérei Reiner Ignác és Reiner János voltak.

## Életpályája
Reiner Zsigmond és Lichtenthal Franciska fia. Budapesten jogi doktor lett, és ügyvédi oklevelet is szerzett. Szülővárosában 1886-ban történelmi, régészeti és természettudományi egyletet hozott létre, és szerkesztette 1886-tól a gyulafehérvári Politikai Szemle című lapot, majd 1887-től a Gyulafehérvár című lapot is. Nagyobb utazásokat tett Európában és Afrikában (Marokkó) jogi, közgazdasági és politikai tanulmányok céljából. 1892-ben szerepet vállalt a Pesti Hazai Első Takarékpénztár Egyesület ismételt megszervezésében. Ő vetette fel a görögkeleti magyar nemzeti egyház megteremtését is. Különböző szépirodalmi alkotásai az Élet és a Magyar Szalon című lapokban jelentek meg. Régészeti írásait az Archaeologiai Értesítőben tette közzé, az Österreichisches Rechts-Lexikonba meg ő írta Magyarország közjogára és közigazgatására vonatkozó részt Ungarisches Staatsrecht címen. 

## Ismertebb művei
- Egy görbe országból (novellák, Gyulafehérvár, 1885)
- Néhány sor Erdély culturtörténetéhez (Budapest, 1888)
- A pesti hazai I. Takarékpénztár Egyesület Részvény-társaság legújabb részvénykibocsátása (1894)
- A választási jog reformja (Budapest, 1904)
- A keleti vallású magyar nemzeti egyház szervezése (Budapest, 1907). Online